# Fès-Boulemane

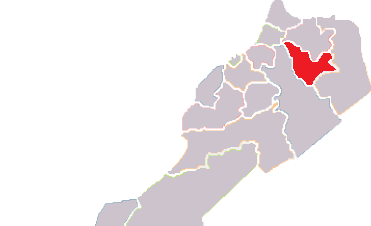
Läge i Marocko.

Fès-Boulemane var 1997–2015 en av Marockos regioner. Den hade 1 573 055 invånare (2 september 2004) på en yta av 20 008 km². Regionens administrativa huvudort var Fès.

## Administrativ indelning
Regionen var indelad i tre prefekturer och en provins:
Prefekturer
- Fès, Moulay Yacoub, Sefrou

Provins
- Boulemane

## Större städer
Invånarantal enligt folkräkning (2 september 2004)
- Fès (946 815)
- Sefrou (64 006)
- Missour (20 978)

Andra viktiga orter:
- Boulemane, Moulay Yacoub